# Santa Comba (Agolada)
Sant Joan de Santa Comba (San Xoán) és una parròquia a l'oest del concello gallec d'Agolada, província de Pontevedra, (Galícia). Segons el padró municipal de 2008 la seva població és de 121 habitants (67 homes i 54 dones) distribuïts en 8 entitats de població (entre les quals es troben Quintela, Carral, Astrar i Castro), el que suposa una disminució amb relació a l'any 1999 quan tenia 153 habitants.
Al seu terme es troben els monts Candeiro i San Sadurniño i un petit alturó denominat monte do Castro amb algunes restes de la seva antiga fortificació. En les seves proximitats poden veure's dues mámoas o túmuls cèltics. L'església parroquial va ser construïda en el segle xviii, on realitzen la seva festa principal, la de l'Ecce Homo.
Cap destacar en l'arquitectura civil d'aquesta parròquia l'anomenada Casa de Quintela o dels Arias. Conserva la solaina, la capella i l'hórreo, a més d'un escut en el qual s'endevina una torre, un lleó rampant i unes barres. Va ser fundada per l'escrivà Alonso de Lodeiro, que va obtenir carta d'hidalguía en 1568.